# Lufkin
Lufkin è una località degli Stati Uniti d'America, capoluogo della contea di Angelina, nello Stato del Texas. La città è situata a 120 miglia a nord-est di Houston. Fondata nel 1882, secondo il censimento effettuato nel 2010 ci abitavano 35,067 persone.

## Storia

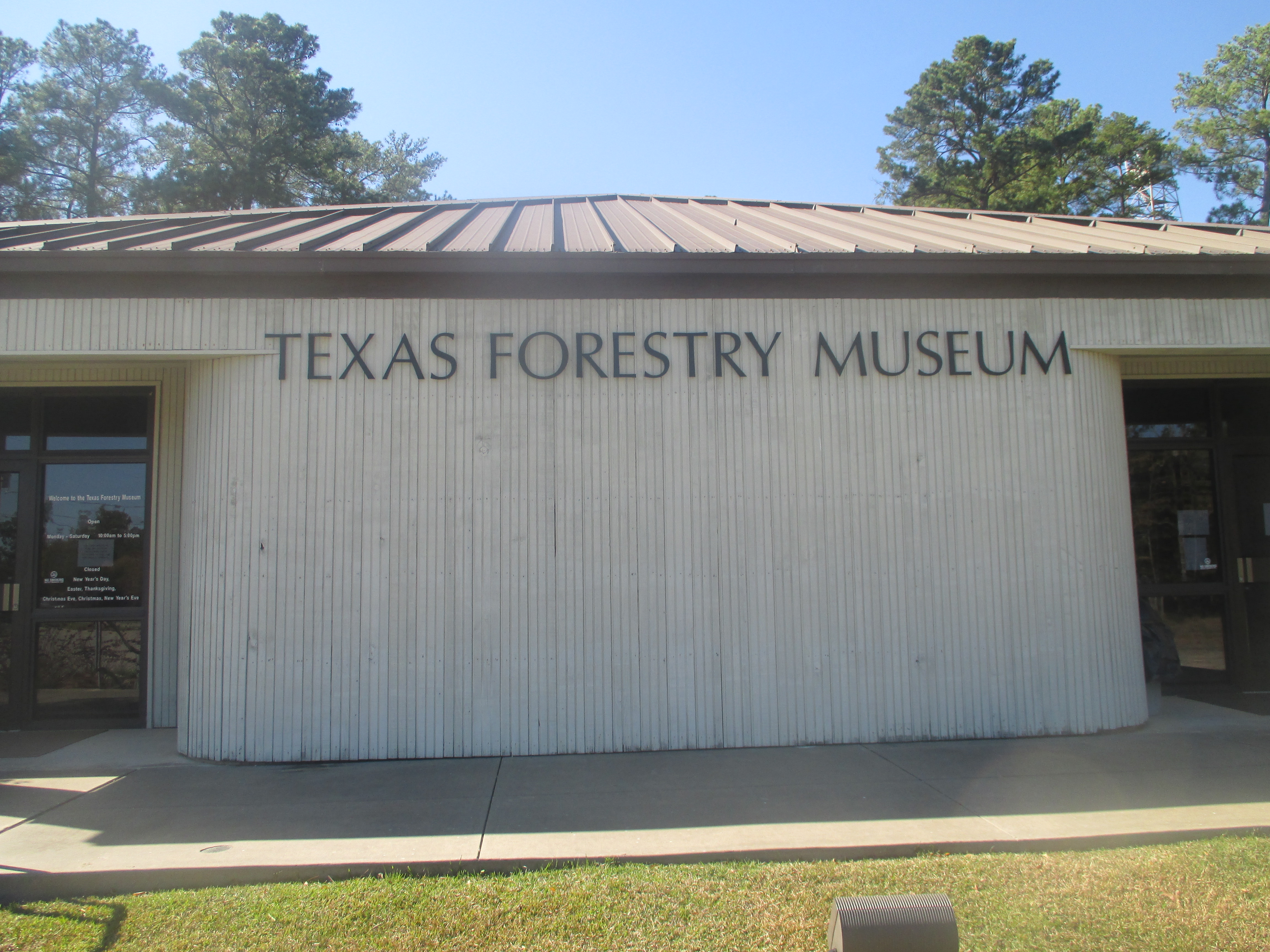
Texas Forestry Museum a Lufkin

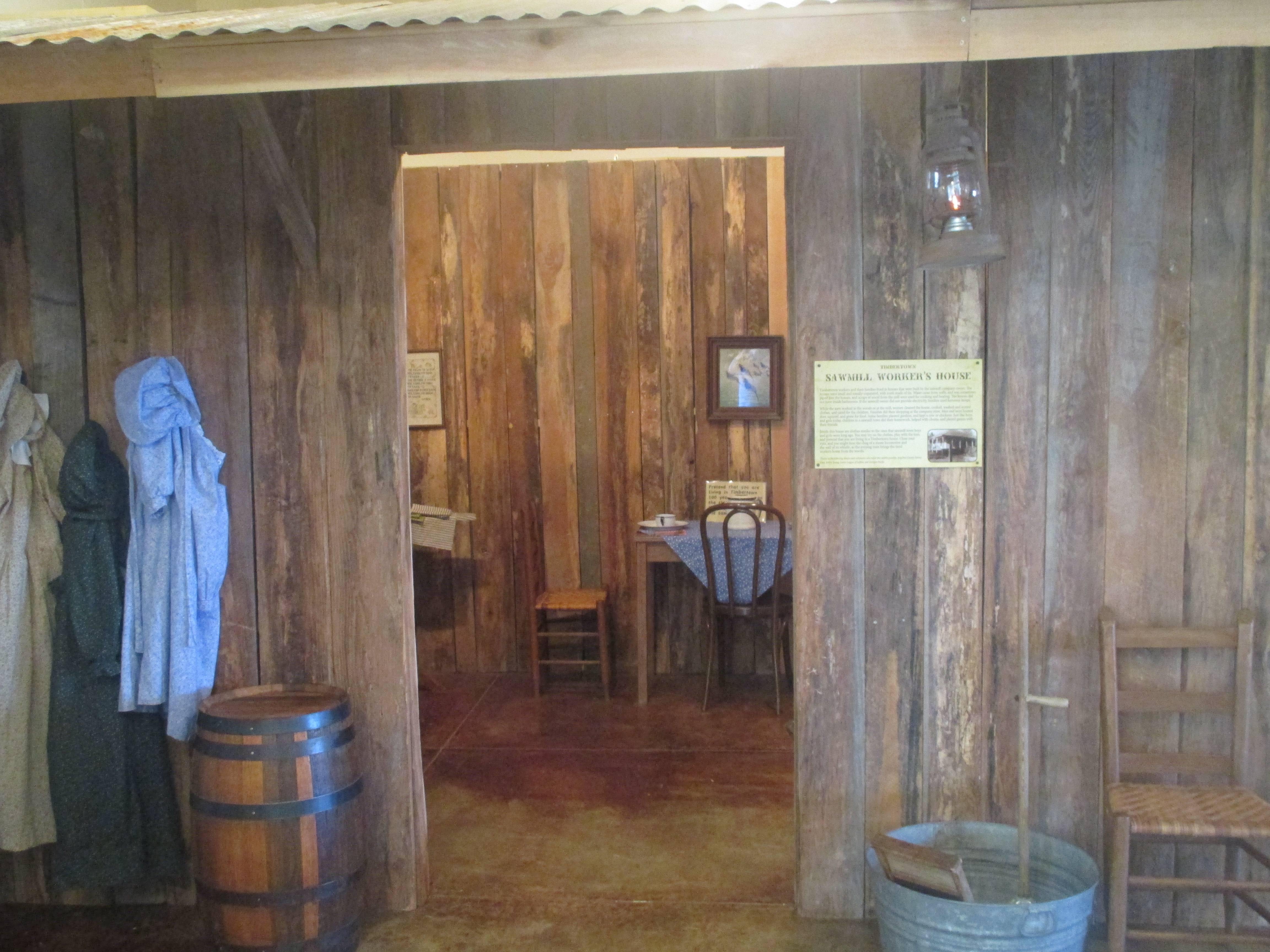
Replica di una segheria conservata nel Museo della silvicoltura del Texas

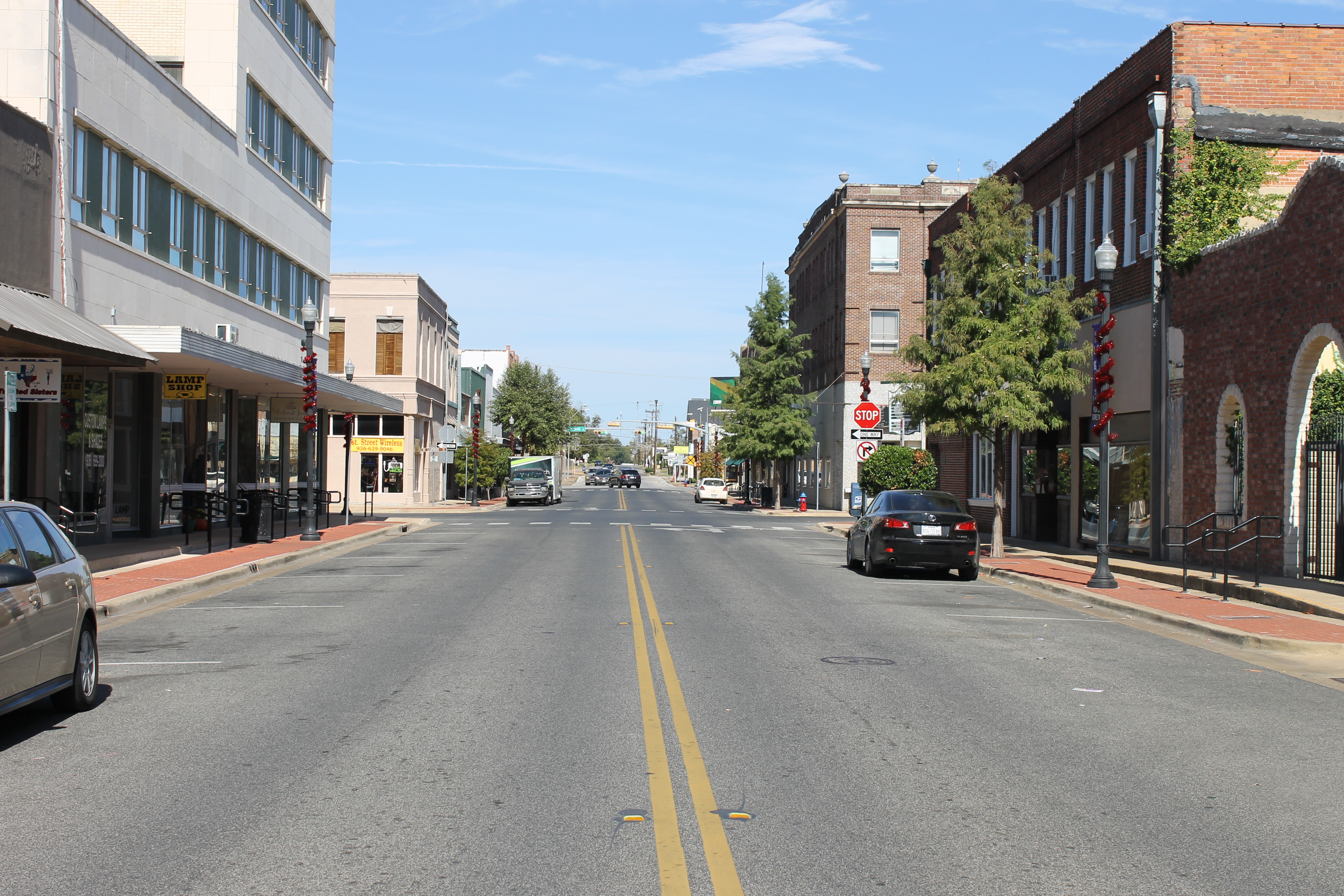
Una porzione del centro di Lufkin

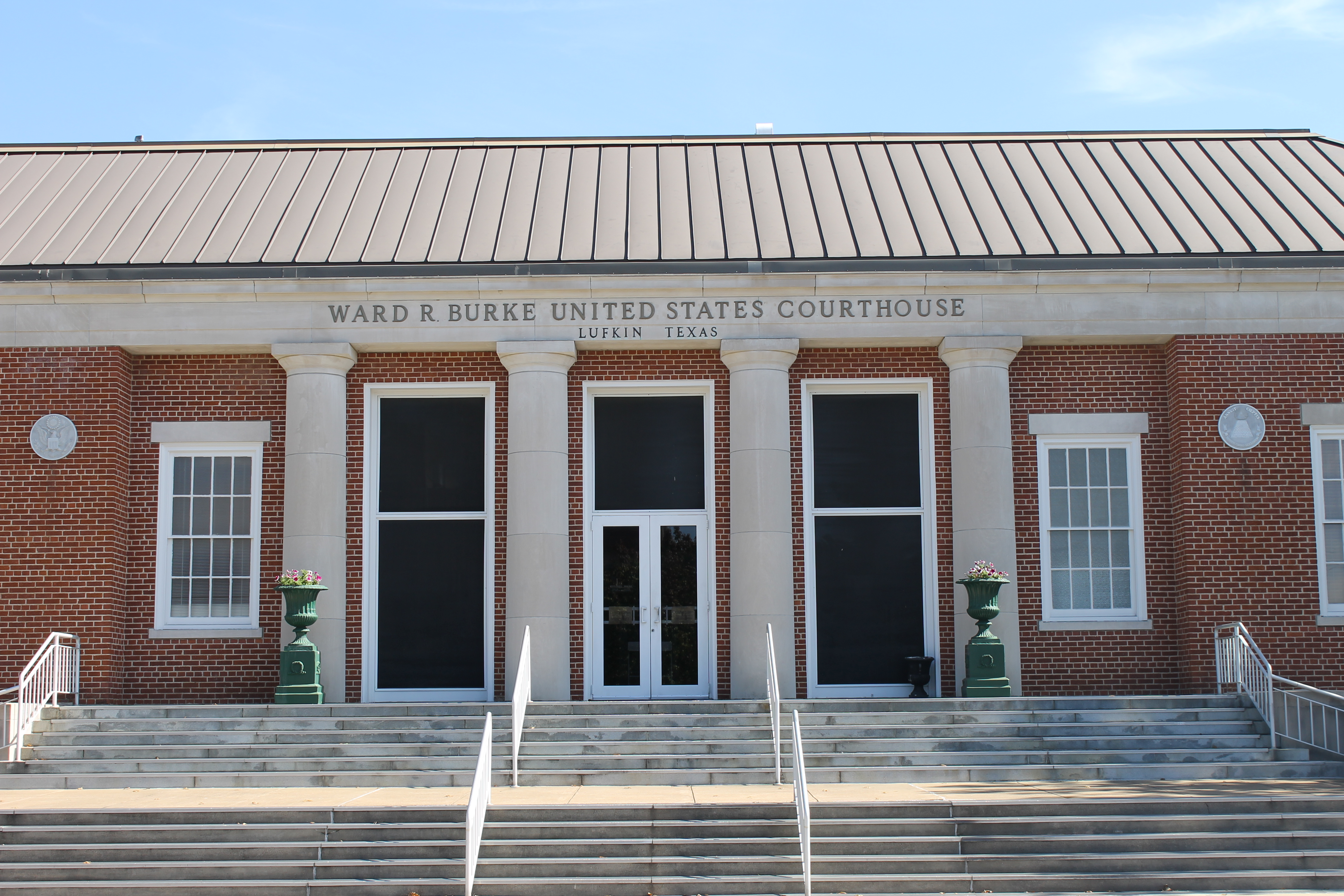
Ward R. Burke United States Courthouse a Lufkin

## Geografia fisica
Secondo l'Ufficio del censimento degli Stati Uniti d'America la contea ha un'area totale di 33.7 miglia quadrate (87.2 km²), di cui 33.4 miglia quadrate (86.4 km²) sono terra, mentre 0.27 miglia quadrate (0.7 km², corrispondenti allo 0.83% del territorio) sono costituiti dall'acqua.
Lufkin è situata nel Texas orientale, all'intersezione tra la U.S. Highways 59 (che porta a Houston e a Rio Grande a sud, e Nacogdoches e Texarkana a nord) e la e U.S. Highways 69. È situata a 115 miglia (185 km) a nord-est di Houston.

## Monumenti e luoghi d'interesse

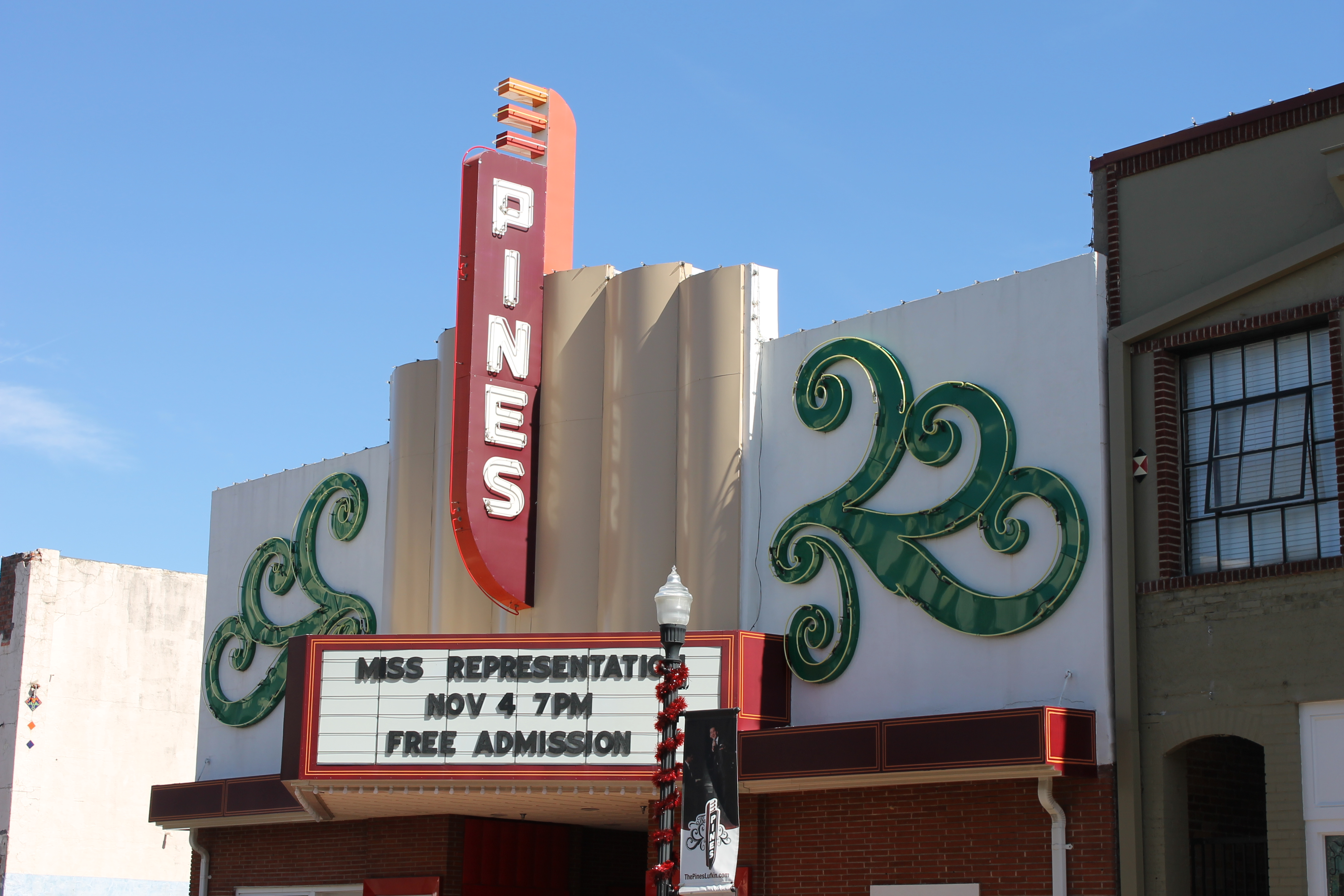
Pines Theater

- Ellen Trout Zoo, giardino zoologico pubblico di proprietà del Comune di Lufkin con più di cinquecento animali[5]
- Ellen Trout Park, parco pubblico con un lago e un parco giochi[6]
- Crown Colony Country Club Golf Course, il 3° campo da golf del Texas classificato dal The Dallas Morning News[7]
- Texas Forestry Museum, che effettua diverse esposizioni sulla silvicoltura nel comune di Lufkin e in tutto il Texas orientale[8]
- Lufkin Azalea Trail, un percorso naturale pubblico di 1,9 miglia (3,1 km)[9]
- Medford Collection of American Western Art, collezione d'arte contemporanea presso la Lufkin City Hall[10]
- Downtown Walking Tour, tour attraverso il centro storico di Lufkin[11]
- First United Methodist Church[12]
- Pines Theater, cinema situato nel centro di Lufkin con 459 posti a sedere[13]

## Società

### Evoluzione demografica
| Anno | Popolazione | ±%     |
| ---- | ----------- | ------ |
| 1890 | 529         | Note:  |
| 1900 | 1,527       | 188.7% |
| 1910 | 2,749       | 80.0%  |
| 1920 | 4,878       | 77.4%  |
| 1930 | 7,311       | 49.9%  |
| 1940 | 9,567       | 30.9%  |
| 1950 | 15,135      | 58.2%  |
| 1960 | 17,641      | 16.6%  |
| 1970 | 23,049      | 30.7%  |
| 1980 | 28,562      | 23.9%  |
| 1990 | 30,206      | 5.8%   |
| 2000 | 32,709      | 8.3%   |
| 2010 | 35,067      | 7.2%   |

Secondo il censimento del 2010, la popolazione era di 35 067 abitanti.
Secondo il censimento del 2000, c'erano 32 709 persone, 12 247 nuclei familiari e 8 364 famiglie residenti nella città. La densità di popolazione era di 1 225,1 persone per miglio quadrato (473/km²). C'erano 13 402 unità abitative a una densità media di 502 per miglio quadrato (193,8/km²). La composizione etnica della città era formata dal 59,92% di bianchi, il 26,58% di afroamericani, lo 0,26% di nativi americani, l'1,37% di asiatici, il 10,31% di altre razze, e l'1,54% di due o più etnie. Ispanici o latinos di qualunque razza erano il 17,59% della popolazione.
C'erano 12 247 nuclei familiari di cui il 32,9% aveva figli di età inferiore ai 18 anni, il 49,4% erano coppie sposate conviventi, il 14,7% aveva un capofamiglia femmina senza marito, e il 31,7% erano non-famiglie. Il 27,9% di tutti i nuclei familiari erano individuali e l'11,9% aveva componenti con un'età di 65 anni o più che vivevano da soli. Il numero di componenti medio di un nucleo familiare era di 2,58 e quello di una famiglia era di 3,17.
La popolazione era composta dal 27,0% di persone sotto i 18 anni, il 10,6% di persone dai 18 ai 24 anni, il 27,3% di persone dai 25 ai 44 anni, il 20.1% di persone dai 45 ai 64 anni, e il 15.1% di persone di 65 anni o più. L'età media era di 34 anni. Per ogni 100 femmine c'erano 88.9 maschi. Per ogni 100 femmine dai 18 anni in su, c'erano 84.5 maschi.
Il reddito medio di un nucleo familiare era di 32 989 dollari, e quello di una famiglia era di 40 591 dollari. I maschi avevano un reddito medio di 30 922 dollari contro i 20,008 dollari delle femmine. Il reddito pro capite era di 17 613 dollari. Circa il 15% delle famiglie e il 18,8% della popolazione erano sotto la soglia di povertà, incluso il 26.4% di persone sotto i 18 anni e il 12,6% di persone di 65 anni o più.

### Etnie e minoranze straniere
Secondo il censimento del 2010, la composizione etnica della città era formata dal 56,71% di bianchi, il 27,38% di afroamericani, lo 0,46% di nativi americani, l'1,65% di asiatici, lo 0,02% di oceanici, l'11,58% di altre razze, e il 2,18% di due o più etnie. Ispanici o latinos di qualunque razza erano il 24,14% della popolazione.

## Cultura

### Istruzione
Quasi tutta Lufkin è servita dalla Lufkin Independent School District, mentre alcune piccole sezioni occidentali della città frequentano la Hudson Independent School District. Una piccolissima parte di Lufkin, sulla Highway 69, è servita dalla Central ISD. Lufkin ha anche una piccola scuola privata, la Pineywoods Community Academy. L'Angelina College e il Texas Bible College servono l'area. Un considerevole numero di persone a Lufkin frequentano lo Stephen F. Austin State University nella vicina Nacogdoches.

### Media

#### Stampa
- The Lufkin Daily News

#### Radio
Stazioni AM
- KRBA: 1340 AM, istituita nel 1938. (Notizie/Talk, Varietà)
- KSML (AM): ESPN 1260 (Sport)
- KSFA: News Talk 860 (Notizie/Talk)
- XEG: 1050 AM La Ranchera de Monterrey (ore notturne)

Stazioni FM
- KSAU: 90.1 Your East Texas Alternative
- KYKS: Kicks 105
- KJCS: 103 The Bull
- KYBI: Y100
- KSML-FM: Super Mix 101.9
- KAFX-FM: KFOX 95.5
- KLDN: Red River Radio
- KTBQ: Classic Rock Q107
- KVLL: My 94.7
- KSWP: 90.9 KSWP
- KAVX: KAVX 91.9
- KXXE: The New Country Channel
- KOYE: La Invasora 97.5
- KTHT: Country Legends 97.1
- KAGZ: Z93.9

#### Televisione
- KTRE: KTRE Canale 9 (ABC)
- KYTX: KYTX Canale 19 (CBS)
- KFXK-LP: KFXL Canale 30 (FOX)
- KLNM-LD: Millennium Communications (AmericaOne) Digitale 42.1 e 42.2 (AMGTV)

## Economia

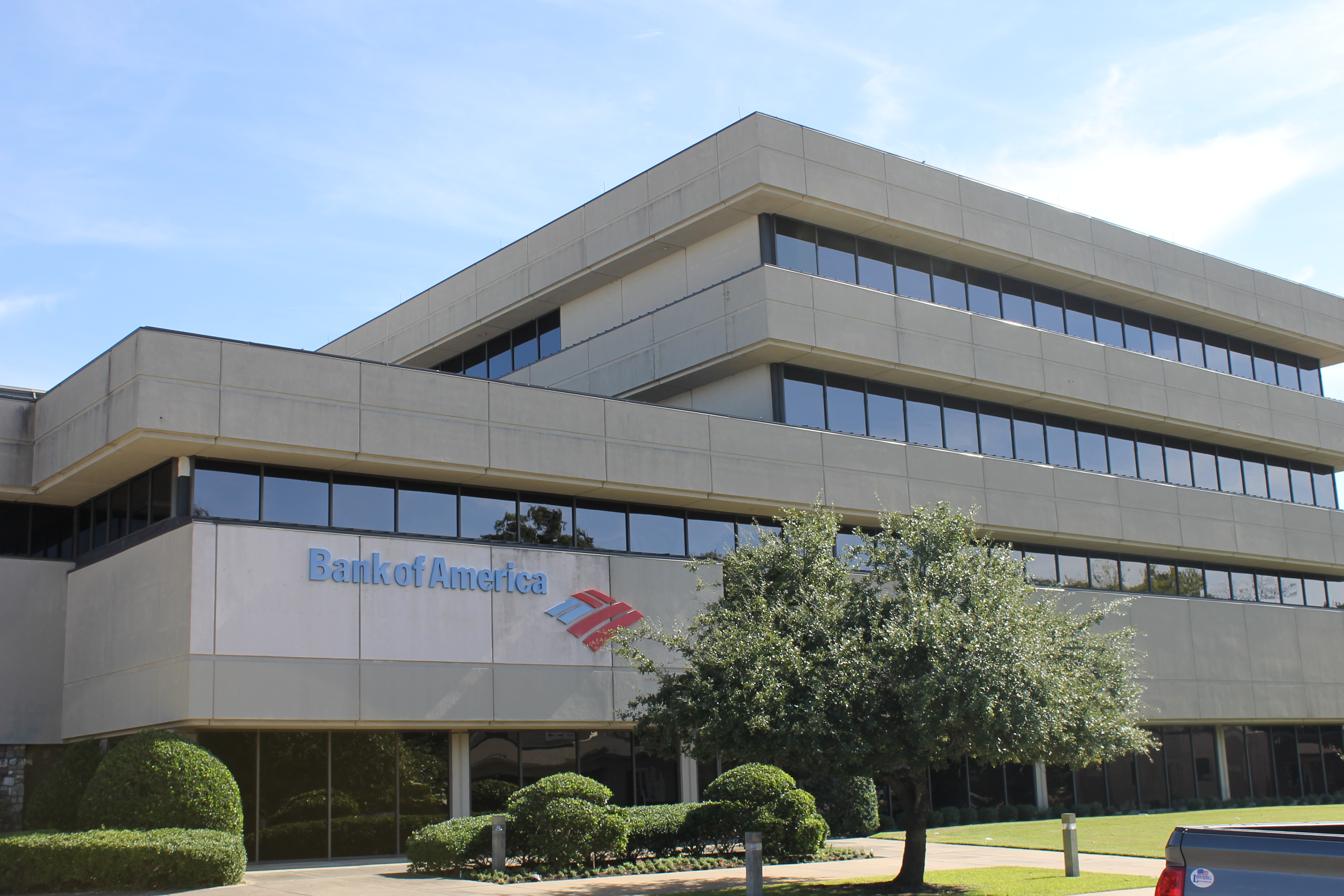
Bank of America a Lufkin

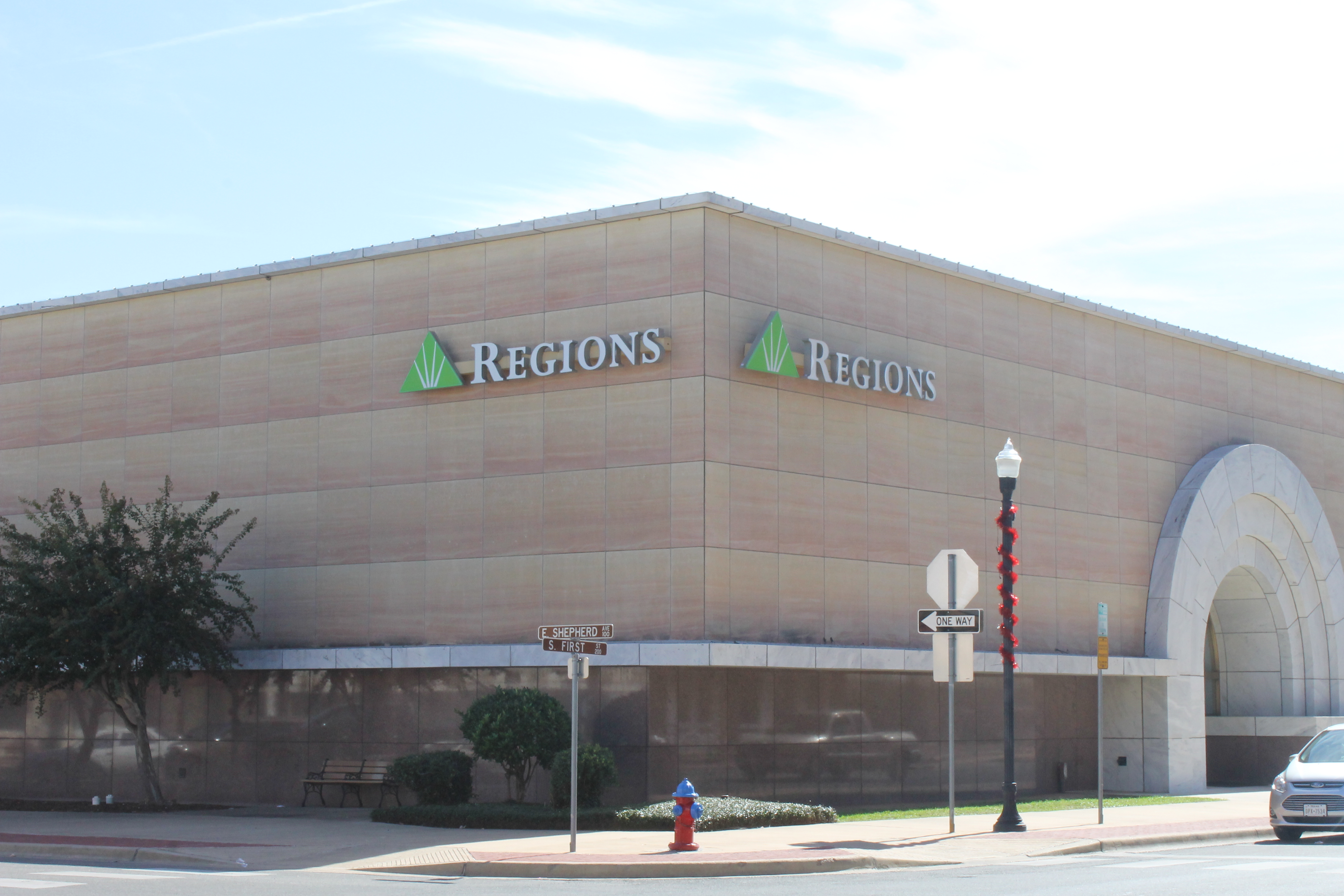
Regions Bank nel centro di Lufkin

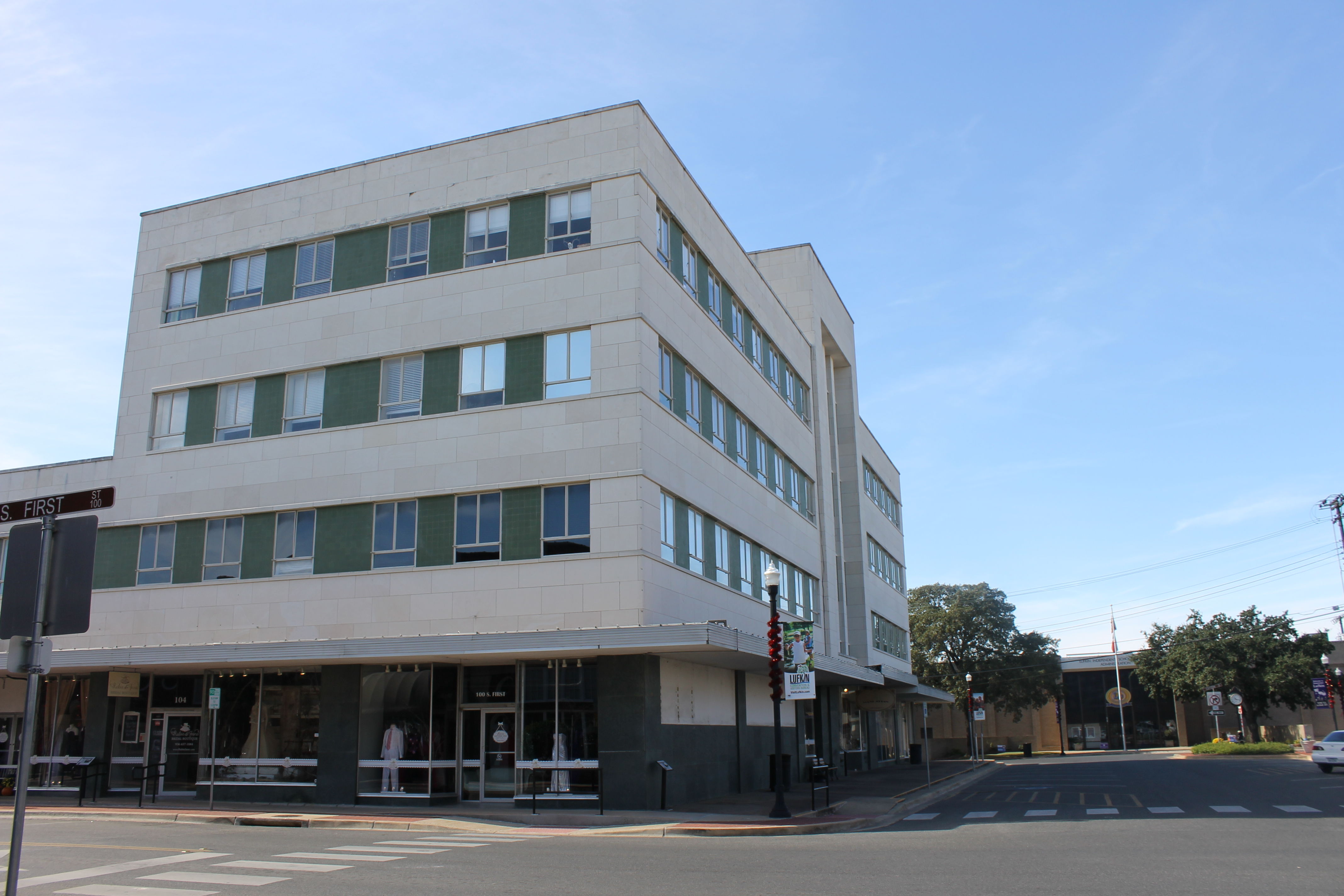
Perry Building nel centro di Lufkin di fronte all'ufficio della Lufkin Independent School District

Lufkin è la patria della Lufkin Industries, che produce tra le altre cose pali della luce. È anche la sede dell'Atkinson Candy Company, il creatore del Chick-O-Stick e della Brookshire Brothers, una catena di negozi alimentari situati in Texas e Louisiana.
Alcuni dei principali datori di lavoro della città sono:
- Angelina College, college con 5000 iscrizioni[17]
- Atkinson Candy Company, fondata e situata a Lufkin, creatori di Chick-O-Stick[18]
- Brookshire Brothers, una società di alimentari regionale fondata e situata a Lufkin[19]
- Lufkin Industries, fondata e situata a Lufkin, che si occupa del pompaggio del petrolio[20]
- Lufkin Independent School District[21]
- Pilgrim's Pride, elaboratore di pollame[22]
- Stephen F. Austin State University, università statale (in realtà si trova a Nacogdoches, anche se alcuni dipendenti risiedono a Lufkin)[23]
- Temple-Inland, inclusa nella Fortune 500, azienda che produce carta, legno, e altri prodotti correlati con sede a Diboll, a 15 miglia (24 km) a sud di Lufkin, con una parte di dipendenti che lavorano a Lufkin[24]

Secondo ala Relazione finanziaria globale annuale della città del 2008, i principali datori di lavoro della città sono:
| #  | Datore di lavoro                   | N° di impiegati | Percentuale dell'occupazione nel totale della città |
| -- | ---------------------------------- | --------------- | --------------------------------------------------- |
| 1  | Lufkin Industries                  | 1,000+          | 4.56%                                               |
| 2  | Pilgrim's Pride                    | 1,000+          | 4.42%                                               |
| 3  | Lufkin Independent School District | 1,000+          | 3.91%                                               |
| 4  | Memorial Health Systems            | 1,000+          | 3.53%                                               |
| 5  | Lufkin State School                | 1,000+          | 2.84%                                               |
| 6  | Angelina College                   | 500-999         | 2.72%                                               |
| 7  | Temple-Inland Forest Products      | 500-999         | 2.37%                                               |
| 8  | Woodland Heights Medical Center    | 500-999         | 1.83%                                               |
| 9  | Brookshire Brothers                | 500-999         | 1.80%                                               |
| 10 | Burke Center                       | 500-999         | 1.62%                                               |

## Infrastrutture e trasporti

Lufkin è servita da diverse strade, ovvero: Interstate 69, U.S. Highway 69, U.S. Highway 59, State Highway 94, e State Highway 103.
Il servizio di aviazione generale è fornito dalla Angelina County Airport.
Le linee di pullman Coach USA servono Lufkin attraverso la Kerville Bus Company.
La Brazos Transit District (ex Brazos Valley Transit Authority) offre regolarmente un programma pubblico di autobus nella zona di Lufkin.
La Angelina and Neches River Railroad (A&NR) attraversa Lufkin. Ha una lunghezza approssimativa di 20 miglia (32 km) e si collega con le linee ferroviarie della Union Pacific Railroad.

## Amministrazione

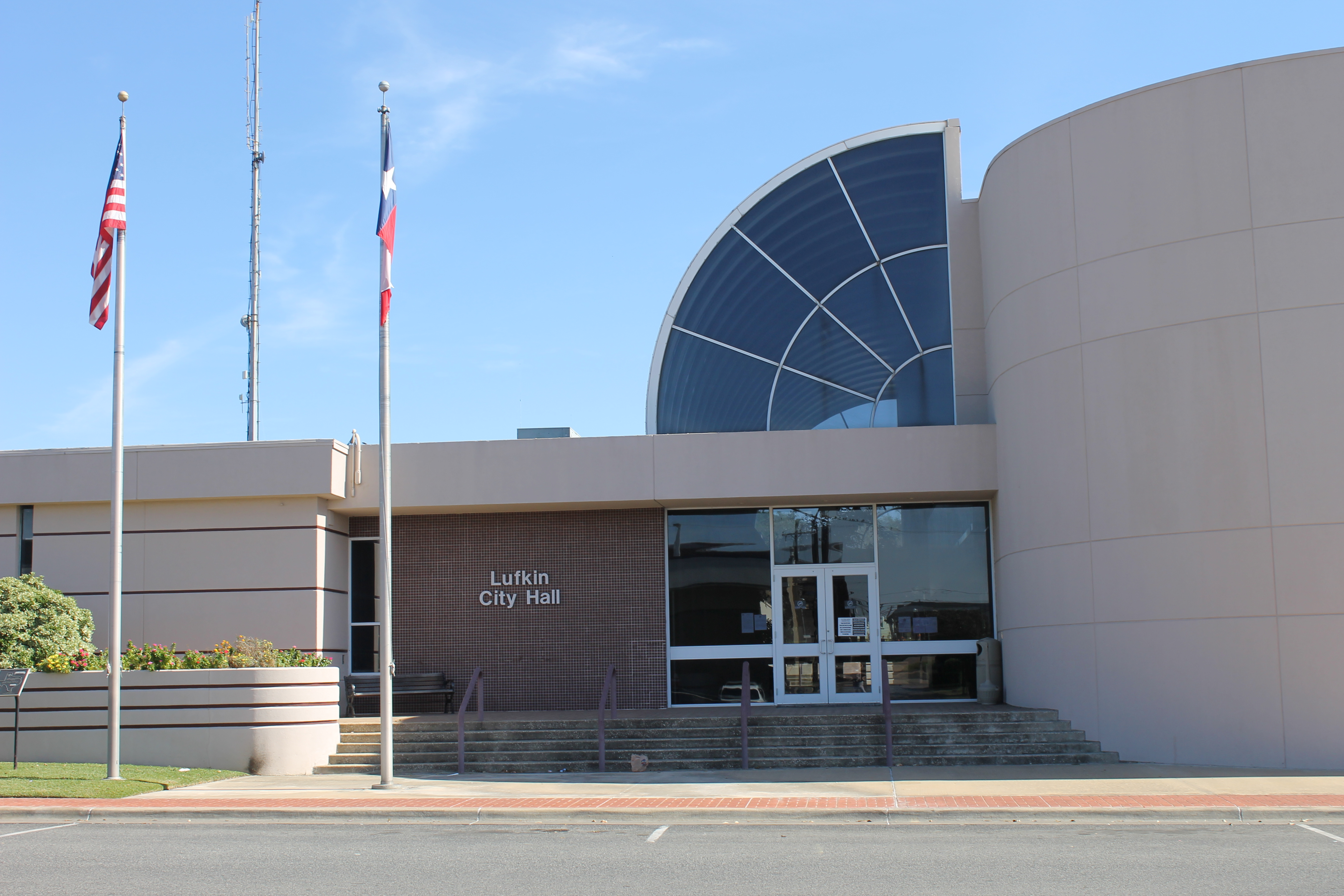
Municipio di Lufkin.

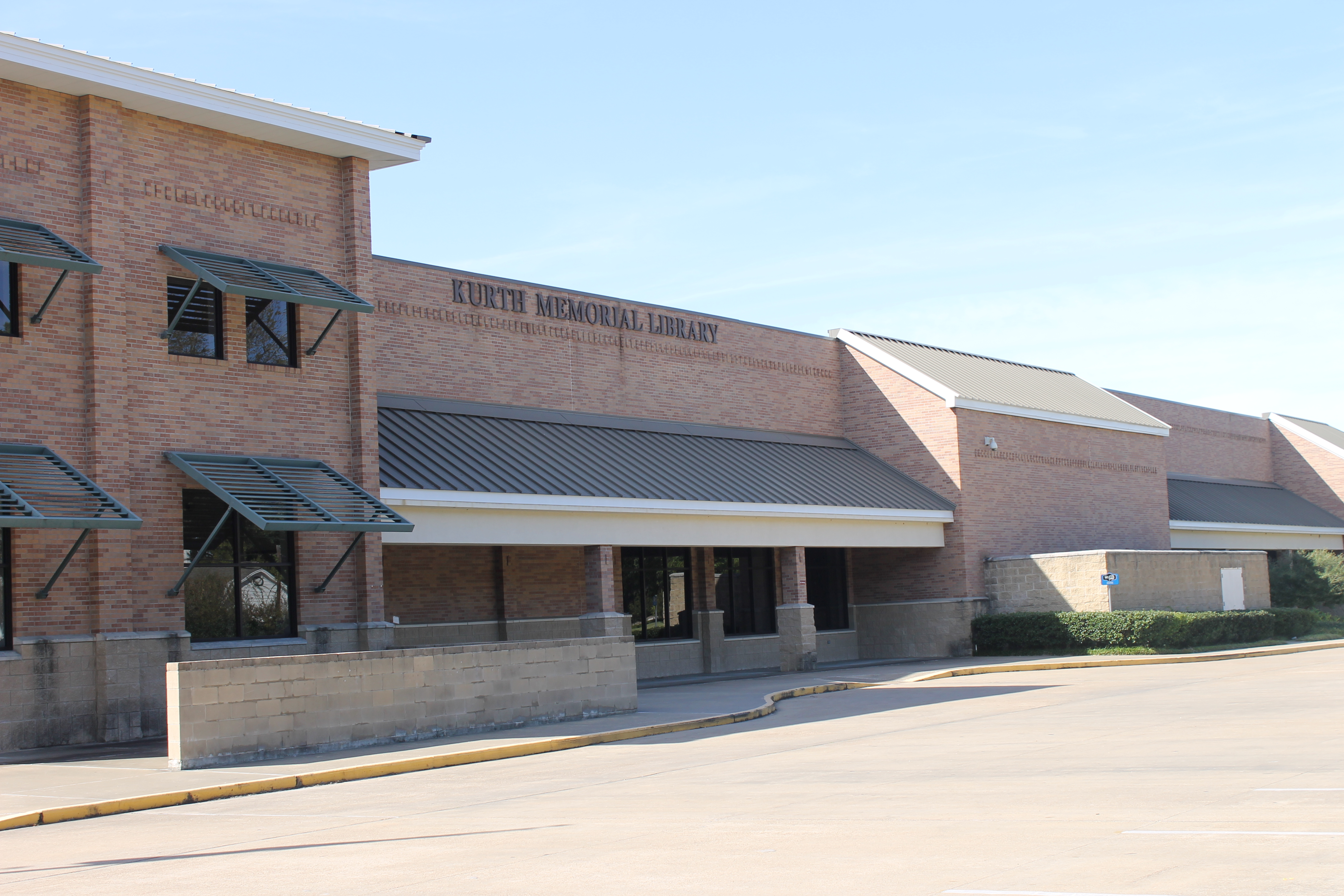
Kurth Memorial Library di Lufkin

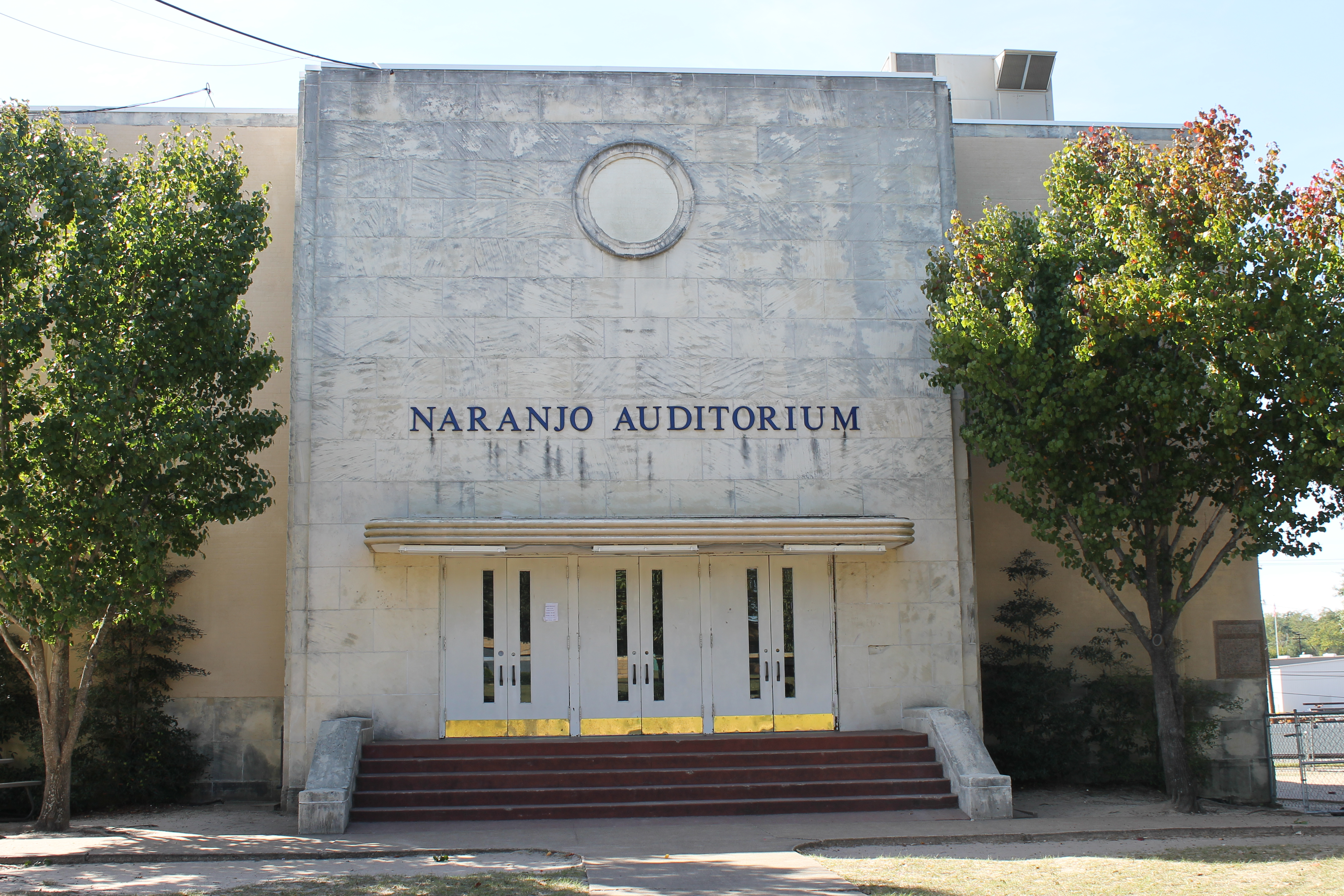
Naranjo Auditorium di Lufkin

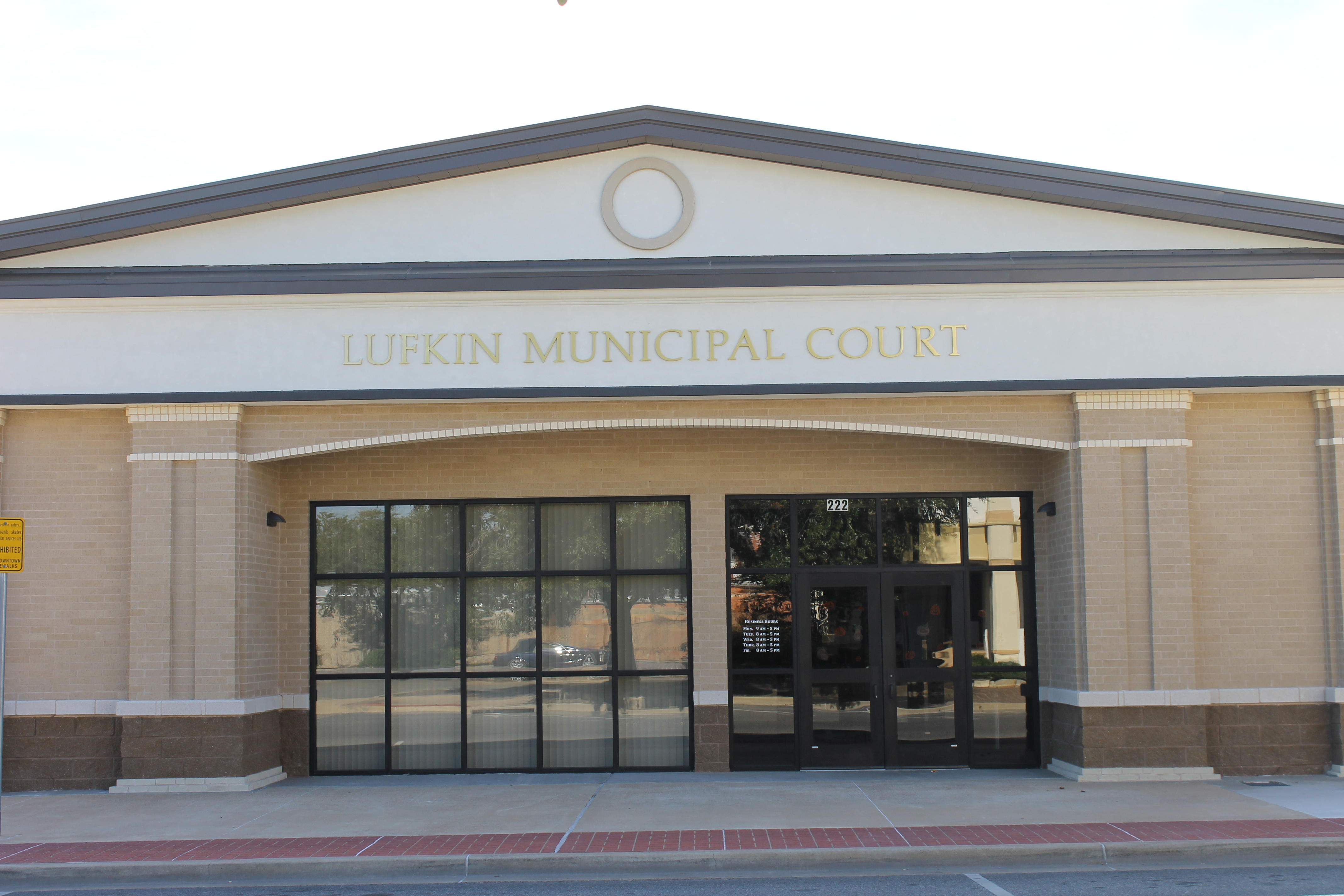
Tribunale municipale di Lufkin

Bob Brown prestò giuramento come nuovo sindaco della città il 15 maggio 2012. Egli si ritirò dalla Oncor (TPL, TU elettrico, TXU). dopo 40 anni di servizio.

### Amministrazione locale
| Consiglio comunale     | Persona        |
| ---------------------- | -------------- |
| Sindaco                | Bob Brown      |
| Membro del Consiglio 1 | Victor Travis  |
| Membro del Consiglio 2 | Robert Shankle |
| Membro del Consiglio 3 | Lynn Torres    |
| Membro del Consiglio 4 | Don Langston   |
| Membro del Consiglio 5 | Rocky Thigpen  |
| Membro del Consiglio 6 | Sarah Murray   |

L'organizzazione dei servizi della città è la seguente:
| Dipartimento della città                | Direttore         |
| --------------------------------------- | ----------------- |
| Amministratore comunale                 | Keith N. Wright   |
| Assistente dell'amministratore comunale | Steve Floyd       |
| Lavori pubblici                         | Chuck Walker      |
| Ingegneri                               | Chuck Walker      |
| Risorse umane                           | Rodney Ivy        |
| Capo della polizia                      | Gerald Williamson |
| Capo della polizia LISD                 | Jay Jost          |
| Comandante dei vigili del fuoco         | Ted Lovett        |
| Finanza                                 | Belinda Southern  |
| Segretario                              | Kara Atwood       |

### Assistenza sanitaria
Lufkin è servita da due ospedali, il CHI St. Luke's Health Memorial (l'ex Memorial Health System of East Texas at Lufkin), che comprende l'Arthur Temple Sr. Regional Cancer Center, e il Woodlands Heights Medical Center.